# ادام بيرشال
ادام بيرشال (بالإنجليزية: Adam Birchall)‏ (2 ديسمبر 1984 في المملكة المتحدة - ) هو لاعب كرة قدم بريطاني في مركز الهجوم. شارك مع منتخب ويلز تحت 21 سنة لكرة القدم. أما مع النوادي، فقد لعب مع نادي أرسنال ونادي بارنت ونادي غيلينغهام ونادي بروملي وميدستون يونايتد ونادي دارتفورد ونادي مانسفيلد تاون ونادي دوفر أتليتيك وويكمب وندررز.

## وصلات خارجية
- ادام بيرشال على موقع قاعدة بيانات كرة القدم.إي يو (الإنجليزية)
- ادام بيرشال على موقع Soccerbase.com (لاعب) (الإنجليزية)
- ادام بيرشال على موقع Soccerway.com (الإنجليزية)